# Giara-paard

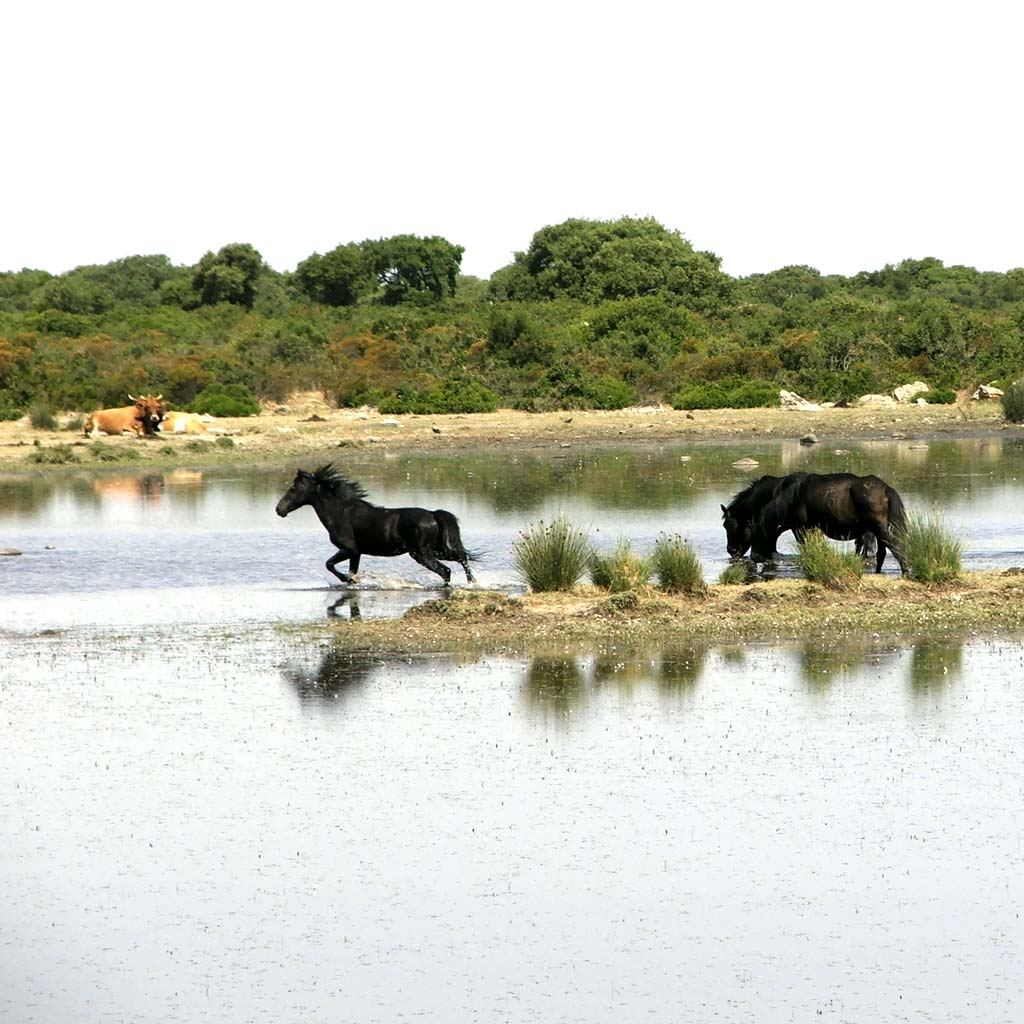
Giara-paarden in een moerasgebied

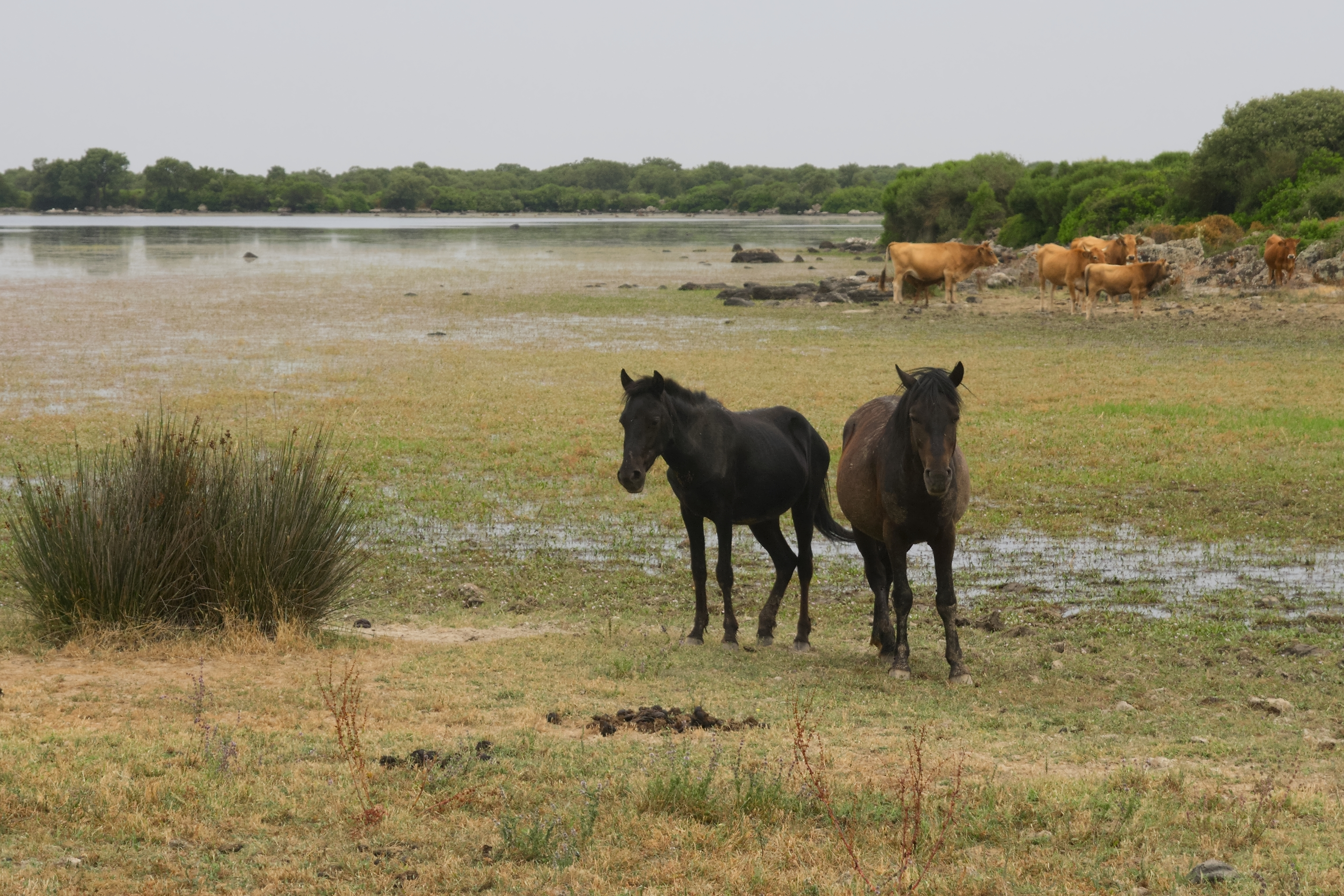
Giara's

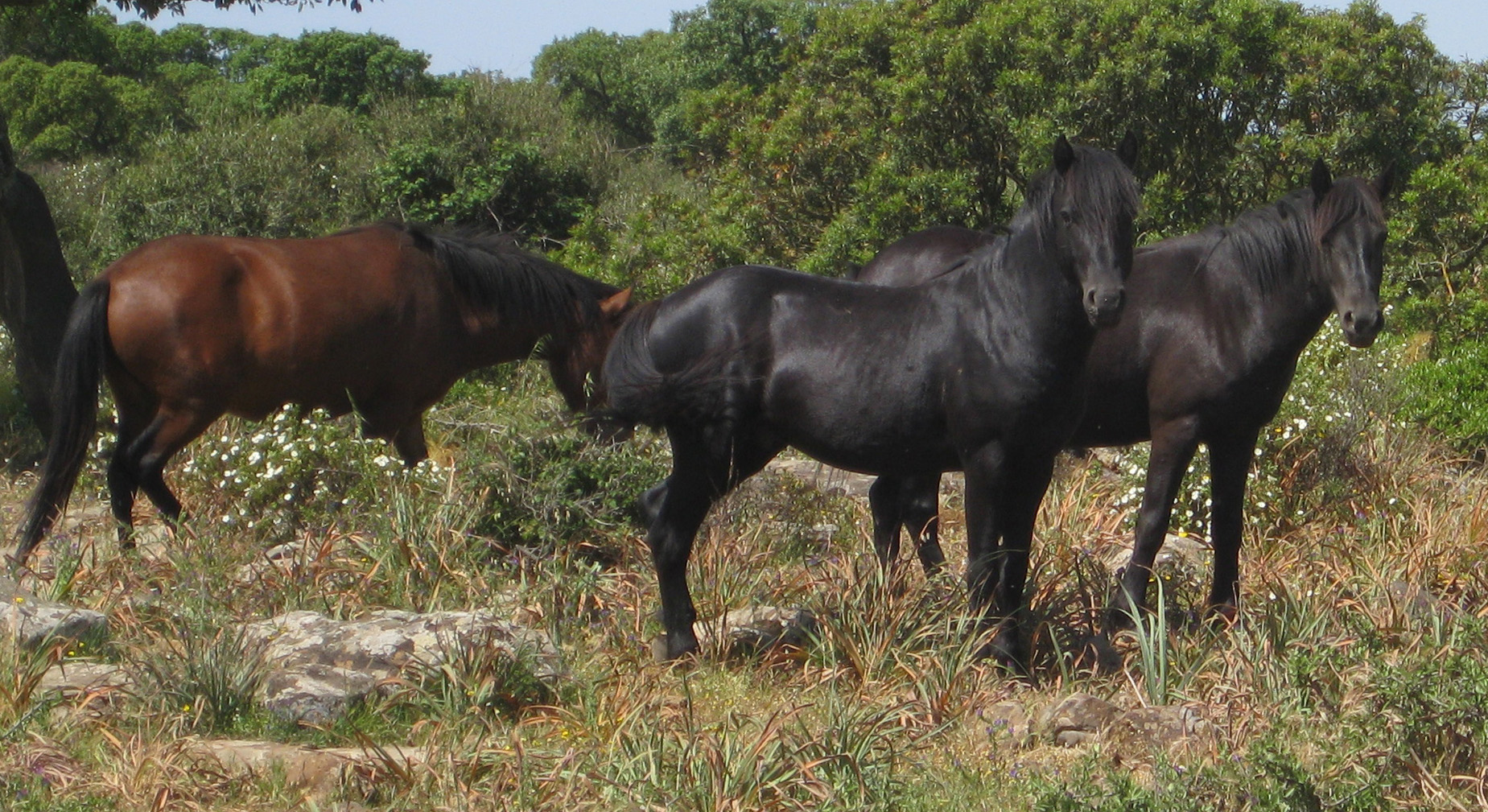
Giara-paarden

Het Giara-paard of kortweg de Giara, vroeger ook wel Achetta, Portente of Sardinische pony genoemd, is een paardenras dat vooral voorkomt in de bergen van Sardinië. Op de hoogvlakte van deze bergen, de Giara di Gesturi, wordt het ras al eeuwenlang gefokt. De vroegere aanduiding achetta, die door Sardinische herders soms nog steeds gebruikt wordt, betekent zoiets als 'klein van afmeting'. Dit inheemse ras varieert in afmetingen van een grote pony tot een klein paard. Vroeger werd het gekruist met de Berber uit Noord-Afrika.

## Kenmerken
Wat betreft hun proporties zijn deze dieren eerder te typeren als paard dan als pony. Er zijn twee types van Giara. Het kleine type heeft een stokmaat tot 1,40 meter. Het grotere type heeft een stokmaat die varieert van 1,40 tot 1,55 meter.
Giara paarden komen vooral voor in donkere kleuren zoals zwart en bruin, maar schimmel en vos bestaan ook wel. Hun gang doet denken aan de Spaanse Paso de Andadura van de Andalusiër. De manenkam is rijkelijk behaard. Het is een sober en gehard ras, dat zelfstandig weet te overleven bij grote hitte en grote kou.

## Gebruik
Giara's worden vooral ingezet als rijdier in de bergen. Ze worden hiervoor gebruikt vanwege hun tredzekerheid en soberheid. Ook worden ze gebruikt op de boerderij voor het transport van lichte lasten.

## Geschiedenis
In de 19e eeuw werden de Achetta's door Franse militaire waarnemers aanbevolen voor het leger. Bij het fokken en veredelen van de vroeger bijzonder kleine dieren werden ze aanvankelijk gekruist met Berbers. Tegenwoordig wordt veredeling vooral gedaan met Arabieren en Engelse volbloeden. Dit heeft wel tot gevolg dat de oorspronkelijke bouw van de Giara het gevaar loopt verloren te gaan.
De paarden lopen in kleine kuddes in het wild in de bergen en het moerasgebied van het centrale hoogplateau van Sardinië. Dit plateau ligt op ongeveer vijfhonderd meter boven zeespiegel. De paarden worden elk jaar in augustus bijeengedreven om er een aantal van te vangen en te verkopen omdat anders het totale bestand te groot zou worden. De handelswaarde van deze paarden is gering. De toeristische waarde wordt door sommige groeperingen ingezien en er bestaan pogingen het leefgebied onder strikte natuurbescherming te plaatsen.
Het ras behoort in Italië tot de vijftien regionale inheemse rassen met een beperkt verspreidingsgebied.